# Bad Liebenstein
Bad Liebenstein è una città di 7 700 abitanti della Turingia, in Germania.

Appartiene al circondario della Wartburg.

## Storia
Il 1º gennaio 2013 ha inglobato i comuni soppressi di Schweina e Steinbach.

## Amministrazione

### Gemellaggi
Bad Liebenstein è gemellata con:
- Melsungen, dal 1990
- Tréon, dal 1992